# Stanisław Piaścik

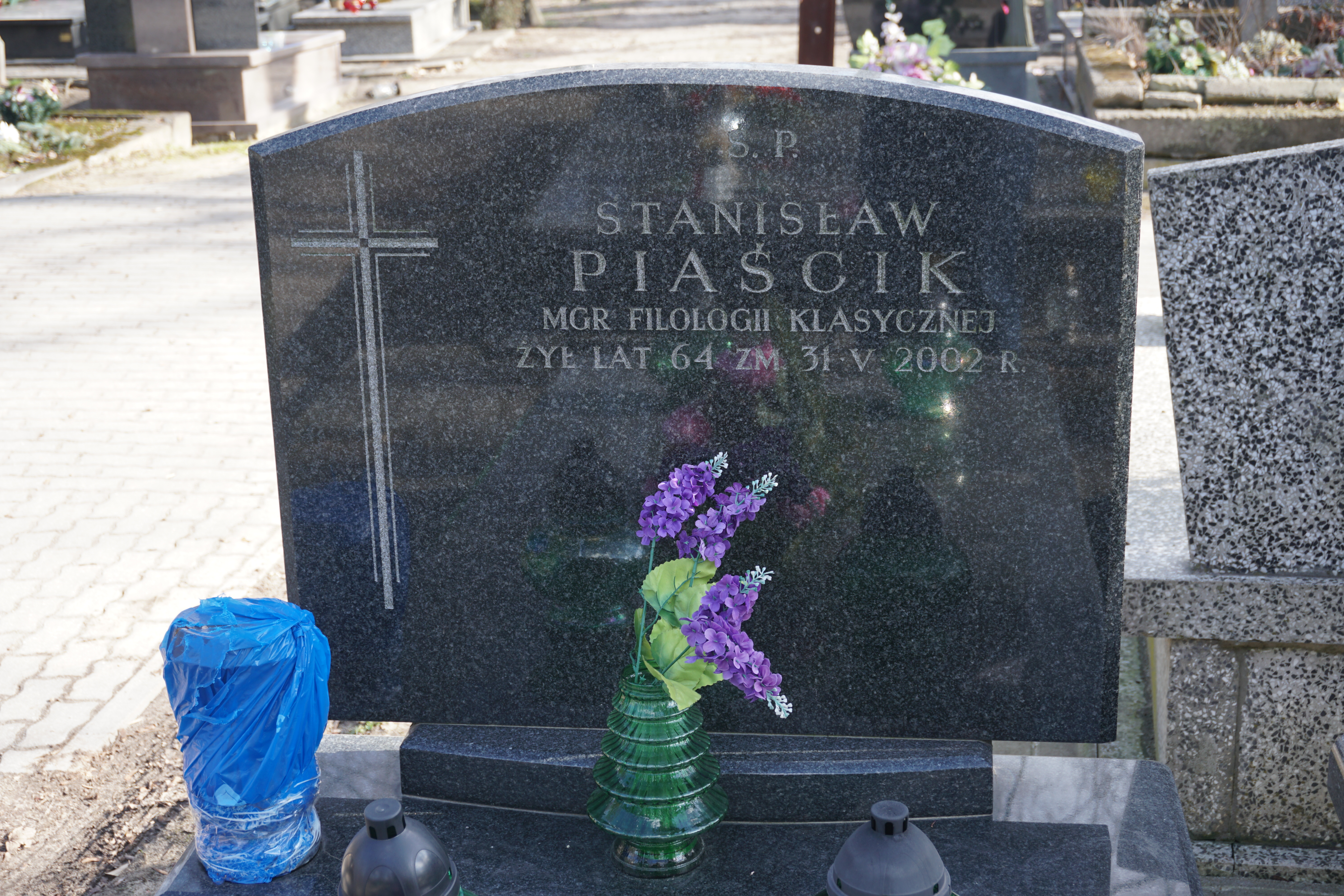
Grób Stanisława Piaścika na cmentarzu Bródnowskim

Stanisław Ryszard Piaścik (ur. 1 stycznia 1938 w Susku, zm. 31 maja 2002 w Warszawie) – polski redaktor i wydawca, redaktor naczelny Wiedzy Powszechnej (1988–1989). 

## Życiorys
W 1963 ukończył studia na Wydziale Filologii Klasycznej Uniwersytetu Warszawskiego, w trakcie których podjął działalność partyjną w Stronnictwie Demokratycznym. W latach 1963–1968 pełnił obowiązki sekretarza Komitetu Dzielnicowego SD na Żoliborzu, jednak w latach 70. zrezygnował z działalności w ugrupowaniu i przeszedł do PZPR. 
W 1968 rozpoczął pracę w PWN, początkowo jako kierownik redakcji, następnie zastępca redaktora naczelnego (1974–1982) i redaktor naczelny (1982–1986). W latach 1986–1987 sprawował funkcję dyrektora Departamentu Książki i Bibliotek Ministerstwa Kultury i Sztuki. W 1988 objął funkcję dyrektora i redaktora naczelnego PW „Wiedza Powszechna” (obowiązki pełnił do 1989). 
Był działaczem Towarzystwa Przyjaźni Polsko-Radzieckiej (od 1963) oraz członkiem założycielem Towarzystwa Przyjaźni Holendersko-Polskiej (1985). 
Odznaczony Złotym Krzyżem Zasługi i Medalem 40-lecia PRL. Zmarł w 2002, został pochowany na cmentarzu Bródnowskim (kwatera 19G-2-1).